# Sự cố đắm tàu Cheonan

Vị trí của đảo Baengnyeong (đỏ)

Sự cố đắm tàu Cheonan hay Sự cố Baengnyeong là một sự kiện xảy ra ngày 26 tháng 3 năm 2010 khi tàu tuần tra Cheonan của Hải quân Hàn Quốc chở hơn một trăm người đã bị đắm tại khu vực ngoài khơi đảo Baengnyeong ở biển Hoàng Hải, phía tây Hàn Quốc. Theo Hoa Kỳ và Hàn Quốc, tàu này chìm là do trúng ngư lôi của Cộng hòa Dân chủ Nhân dân Triều Tiên.

## Bối cảnh
Đảo Baengnyeong là một đảo thuộc chủ quyền của Hàn Quốc trong biển Hoàng Hải, ngoài khơi bán đảo Ongjin thuộc Bắc Triều Tiên. Đảo này có khoảng cách gần 10 dặm Anh so với bờ biển Bắc Triều Tiên, hơn 100 dặm so với bờ biển Hàn Quốc và nằm ở phía tây của Đường giới hạn phía Bắc - biên giới trên biển giữa Bắc Triều Tiên và Hàn Quốc.
Khu vực này là nơi có căng thẳng đáng kể giữa hai nước, không nằm trong hiệp định đình chiến vào giai đoạn kết thúc chiến tranh Triều Tiên và các đảo khu vực này cũng được Bắc Triều Tiên tuyên bố chủ quyền. Tình hình trở nên phức tạp bởi sự hiện diện của ngư trường nhiều cá, được ngư dân Bắc Triều Tiên và ngư dân Trung Quốc khai thác và đã từng xảy ra các đụng độ trong nhiều năm giữa chiến hạm Hàn Quốc và Bắc Triều Tiên. Các cuộc đụng độ này được gọi là Cuộc chiến cua.

## Sự kiện
Ngày 26 tháng 3 năm 2010, Cheonan, một tàu hộ tống nhỏ thuộc lớp Pohang Corvette bất ngờ phát nổ rồi chìm. Lúc đó trên tàu có 104 thủy thủ. Vụ nổ xảy ra gần đuôi tàu khiến cho con tàu vỡ làm đôi 5 phút sau vụ nổ và tàu bị đắm vào hồi 21:30 giờ địa phương (12:30 UTC) vị trí khoảng 1 hải lý (1,8 km) ngoài khơi đảo Baengnyeong. Tổng cộng có 58 thủy thủ đã được cứu nhưng 46 người khác vẫn mất tích.
Ngày 4 tháng 5 năm 2010, Tổng thống Hàn Quốc Lee Myung-Bak ra lệnh điều tra đa quốc gia về nguyên nhân vụ đắm tàu. Một ngày trước đó, báo "Chosun Sinbo" ủng hộ Triều Tiên cho biết Bình Nhưỡng sẽ phản ứng trong khả năng của mình, ngụ ý sẽ sử dụng vũ khí, nếu Hàn Quốc buộc tội nước này phải chịu trách nhiệm về vụ đắm tàu Cheonan.
Ngày 10 tháng 5 năm 2010, hơn mười quan chức phụ trách các vấn đề Đông Á và bán đảo Triều Tiên thuộc Bộ Ngoại giao Mỹ, Lầu Năm Góc và Cơ quan Tình báo Trung ương Mỹ đã họp kín để thảo luận về những phản ứng đầu tiên trong vụ đắm tàu Cheonan. Ngày 12 tháng 5 năm 2010, nhật báo JoongAng tại Hàn Quốc dẫn các nguồn tin ngoại giao từ Washington cho biết chính phủ Mỹ đã kết luận rằng Triều Tiên đã đánh đắm chiến hạm Cheonan.
Ngày 19 tháng 5, bộ trưởng Bộ Ngoại giao Hàn Quốc Yu Myung-hwan nói rằng rõ ràng là Triều Tiên đã phóng ngư lôi đánh chìm tàu Cheonan và các nhà điều tra có đủ bằng chứng về sự dính líu của Triều Tiên đến vụ chìm tàu Cheonan và sẽ đưa Bình Nhưỡng ra trước Hội đồng Bảo an Liên Hợp Quốc. Người đứng đầu nhóm các chuyên gia từ Hàn Quốc, Mỹ, Australia và các nước khác khẳng định rằng quả ngư lôi khiến con tàu Cheonan chìm có số sê-ri khớp với một quả ngư lôi Triều Tiên mà quân đội đã thu được bảy năm trước đó. Thêm vào đó, chỉ có Triều Tiên mới dùng cách kết hợp chữ Hàn Quốc với các con số để viết số sê-ri. Mỹ ủng hộ Hàn Quốc trong việc điều tra nguyên nhân gây đắm tàu Cheonan trong khi Trung Quốc kêu gọi các bên liên quan kiềm chế để xử lý vụ việc một cách thích hợp, đề cao những lợi ích lâu dài và sự ổn định trong khu vực. Về phía Triều Tiên, Phó chủ tịch quốc hội Yang Hyong-sop tuyên bố nước này không liên quan đến vụ chìm tàu Cheonan và tuyên bố "Chúng tôi sẽ không dung thứ cho kế hoạch của những kẻ hiếu chiến và thích đối đầu của chế độ bù nhìn tại Hàn Quốc".
Tháng 8 năm 2012, trong một bài báo, giám đốc Viện Địa chấn học Hàn Quốc là Kim So Gu và nhà khoa học Yefim Gitterman của Viện Địa vật lý Israel cho rằng phân tích các chấn động của sóng từ hộp đen trên tàu cho thấy rõ ràng xảy ra một vụ nổ dưới nước. Độ chấn động của vụ nổ đo được là 2,04, tương đương 136 kg thuốc nổ TNT, cũng tương đương với sức công phá của rất nhiều loại mìn đã được Hải quân Hàn Quốc thả xuống vùng biển nơi xảy ra vụ chìm tàu trong giai đoạn những năm 1970. Đây là nghiên cứu khoa học thứ hai ủng hộ việc vụ đắm tàu không phải do Cộng hòa Dân chủ Nhân dân Triều Tiên gây ra. Nghiên cứu tương tự trước đó là của Hong Tae Kyung, giáo sư khoa Khoa học địa chất của Đại học Yonsei, Hàn Quốc.

## Phản ứng của thế giới
Hầu hết các nước phương Tây và Nhật Bản đều lên án hành động tấn công này của Triều Tiên. Hoa Kỳ cảnh báo Bắc Triều Tiên về các hậu quả của sự kiện này. Riêng Trung Quốc và Việt Nam kêu gọi các bên liên quan nên giữ bình tĩnh và kềm chế.